# Coal Creek (Yukon River, Kanada)
Der Coal Creek (im Englischen: coal für „Kohle“, creek für „kleinerer Fluss“) ist ein 68 km langer rechter Nebenfluss des Yukon River im kanadischen Territorium Yukon.

## Flusslauf
Der Coal Creek entspringt in den Ogilvie Mountains etwa 200 km südlich vom Polarkreis auf einer Höhe von etwa 1070 m. Er fließt anfangs in südlicher, später in überwiegend südwestlicher Richtung durch das Bergland. Der Coal Creek nimmt mehrere größere namenlose Nebenflüsse beidseitig auf. Der Coal Creek mündet schließlich auf einer Höhe von 265 m in den Yukon River. Die Mündungsstelle befindet sich 67 km nordwestlich von Dawson. Der Coal Creek ist der letzte größere rechtsseitige Nebenfluss des Yukon River, bevor dieser 55 km weiter flussabwärts die Staatsgrenze nach Alaska überquert. 

## Einzugsgebiet
Der Coal Creek entwässert ein gebirges Areal mit einer Fläche von etwa 1118 km². Das Einzugsgebiet des Coal Creek grenzt im Westen an das des Eagle Creek, im Norden an das des Tatonduk River sowie im Osten an das des Fifteenmile River.